# Metallichroma
Metallichroma is een kevergeslacht uit de familie van de boktorren (Cerambycidae). De wetenschappelijke naam van het geslacht werd voor het eerst geldig gepubliceerd in 1903 door Aurivillius.

## Soorten
Metallichroma omvat de volgende soorten:
- Metallichroma cupreum Burgeon, 1931
- Metallichroma excellens Aurivillius, 1903
- Metallichroma mangenoti Lepesme, 1956
- Metallichroma miegei Lepesme, 1956